# Russian Roulette (пісня)
«Russian Roulette» (укр. російська рулетка) — пісня, виконана барбадоською співачкою Ріанною.
Авторкою пісні є сама Ріанна, а також Ne-Yo. Останній, разом з Чаком Хармоні, є продюсером пісні. Ця пісня стала головним синглом з нового альбому Ріанни Rated R. Прем'єра пісні відбулась 20 жовтня 2009 по радіо.

## Трек-лист
Promo CD
1. "Russian Roulette" (Main) — 3:48
2. "Russian Roulette" (Instrumental) — 3:48